# Parafia św. Józefa w Brześciu
Parafia św. Józefa w Brześciu – rzymskokatolicka parafia znajdująca się w diecezji pińskiej, w dekanacie brzeskim, na Białorusi.
Kościół św. Józefa w Brześciu zbudowany został w XXI w. przy dużych, nowych osiedlach. Proboszcz rezyduje na plebanii parafii Najświętszej Maryi Panny Królowej Korony Polskiej w Brześciu.